# Os Cravos e a Rocha
Os Cravos e a Rocha é um documentário curta-metragem de 2015 realizado pela cineasta e artista Luísa Sequeira que recorda a presença disruptiva do cineasta brasileiro Glauber Rocha no 25 de Abril.
A 25 de Abril de 1974 Glauber Rocha estava em Portugal e junta-se ao filme colectivo As Armas e o Povo: Os Cravos e a Rocha foi exibido em dezenas de festivais de cinema, entre eles se destacam; Festival de cinema do Rio.
Festival Internacional de Curtas-metragens de São Paulo e  IndieLisboa. Festival de Cinema Luso-Brasileiro
Em 2016, Os Cravos e a Rocha foi o filme convidado do NY Portuguese Short Film Festival. que acontece em simultâneo em Lisboa e Nova Iorque.
No aniversário do Canal180, celebrado no dia 25 de Abril, foi apresentado  documentário Os Cravos e a Rocha. de Luísa Sequeira. 
Os Cravos e a Rocha é um documentário realizado por Luísa Sequeira, com uma abordagem estética e criativa muito Sui generis. Segundo Jorge Campos “De certa forma, é disso que trata o documentário de Luísa Sequeira Os Cravos e a Rocha, no qual o vemos em acção, porventura dando corpo àquilo que é a chave do seu universo, revelada em epígrafe: “A Política e a Poesia são demais para um só homem”.  O filme reflete sobre a relevância da participação de Glauber Rocha na Revolução dos Cravos e o impacto dessa experiência no seu percurso cinematográfico.
Através de depoimentos únicos de cineastas que colaboraram com Glauber Rocha, o documentário revela como sua participação no filme coletivo As Armas e o Povo sobre a Revolução se tornou um laboratório essencial para o desenvolvimento do seu trabalho posterior — especialmente no programa de televisão Abertura, considerado um marco fundamental no processo de redemocratização do Brasil.
Para Jorge Campos “Luísa Sequeira desenha depois o seu próprio final. Grândola Vila Morena dá um salto no tempo até 2014. É agora Grândola Vila Moderna. O documentário opera a metamorfose da terra da fraternidade em terra da fragilidade. Mas há o índice de um arco do triunfo. A efígie de Salgueiro Maia. Forte e contingente. Glauberiano. Premonitório?”
Elenco
Glauber Rocha,
Fernando Matos Silva,
Joel Pizzini,
António Escudeiro.
1. ↑  Sérgio C. Andrade. Jornal Público, 9 de Maio de 2014 -Glauber Rocha e o 25 de Abril https://www.publico.pt/2014/05/09/culturaipsilon/noticia/glauber-rocha-e-o-25-de-abril-334151  Consultado em 29 de maio de 2025.
2. ↑  https://www.festivaldorio.com.br/br/filmes/os-cravos-e-a-rocha consultado em 29 maio 2025
3. ↑  Revista de Cinema. 16 de Agosto de 2016.https://revistadecinema.com.br/2016/08/festival-internacional-de-curtas-de-sao-paulo-exibe-cerca-de-400-filmes/ Consultado em 29 de Maio de 2025
4. ↑  Diário de Notícias. 24 Abr 2016.https://www.dn.pt/arquivo/diario-de-noticias/festival-indielisboa-nao-esquece-abril-5141195.html Consultado em 29 de Maio de 2025
5. ↑  Lusa / RTP. 1 Junho 2016. https://www.rtp.pt/noticias/cultura/festival-de-curtas-leva-cinema-portugues-a-nova-iorque_n922947 Consultado em 29 de Maio de 2025
6. ↑  Antena 3. 16 de Maio de 2016.https://antena3.rtp.pt/dominio-publico/destaques/new-york-portuguese-short-film-festival/ Consultado em 29 de Maio de 2025
7. ↑  Xavier, M. B. .6 de Dezembro de 2024. Relatório de estágio: sobre o estágio curricular no Canal180 (Doctoral dissertation). Consultado em 29 de Maio de 2025
8. ↑  Jorge Campos. 25 de Abril de 2020.https://luisasequeira.com/2020/04/25/exibicao-os-cravos-e-a-rocha/ Consultado em 31 de Maio de 2025.
9. ↑  Folha de São Paulo. 27 de Agosto de 2000.https://www1.folha.uol.com.br/fsp/tvfolha/tv2708200015.htm Consultado em 31 de Maio de 2025.